# Бесерра, Мигель
Мигель Бесерра Гонсалес (исп. Miguel Becerra González; родился 11 марта 1979 года в Этсатлане, Мексика) — мексиканский футболист, вратарь. Известен по выступлениям за мексиканский клуб «Керетаро».

## Карьера
Бесерра начал свою карьеру в «Гвадалахаре», в качестве сменщика Освальдо Санчеса. Дебют Мигеля состоялся летом 2002 года, когда Санчес поехал в составе сборной Мексики на Чемпионат Мира 2002. В следующем сезоне он перешёл в «Дорадос», но в течение сезона принял участие всего в 7 матчах из-за высокой конкуренции.
Летом 2005 Мигель принял предложение клуба «Керетаро», где ему гарантировали место в основе. В течение двух сезонов, Бекерра выступал за «белых петухов», пока тот не вылетел из мексиканской Премьеры.
В 2007 году Мигель подписал контракт с «Сантос Лагуна», где воссоединился со своим бывшим партнером по «Гвадалахаре» - Освальдо Санчесом. Бесерра долго не мог дебютировать за новый клуб, и когда он начал задумываться об уходе, Санчес получил травму. Несмотря на продолжительное отсутствие игровой практики, Мигель показал уверенную игру.

## Достижения
Командные
 «Сантос Лагуна»
- Чемпионат Мексики по футболу — Клаусура 2008
- Чемпионат Мексики по футболу — Клаусура 2012